# Duvaucelia taliartensis
Duvaucelia taliartensis is een slakkensoort uit de familie van de tritonia's (Tritoniidae). De wetenschappelijke naam van de soort is voor het eerst geldig gepubliceerd in 2009 door Ortea & Moro.